# Operação Pripyat

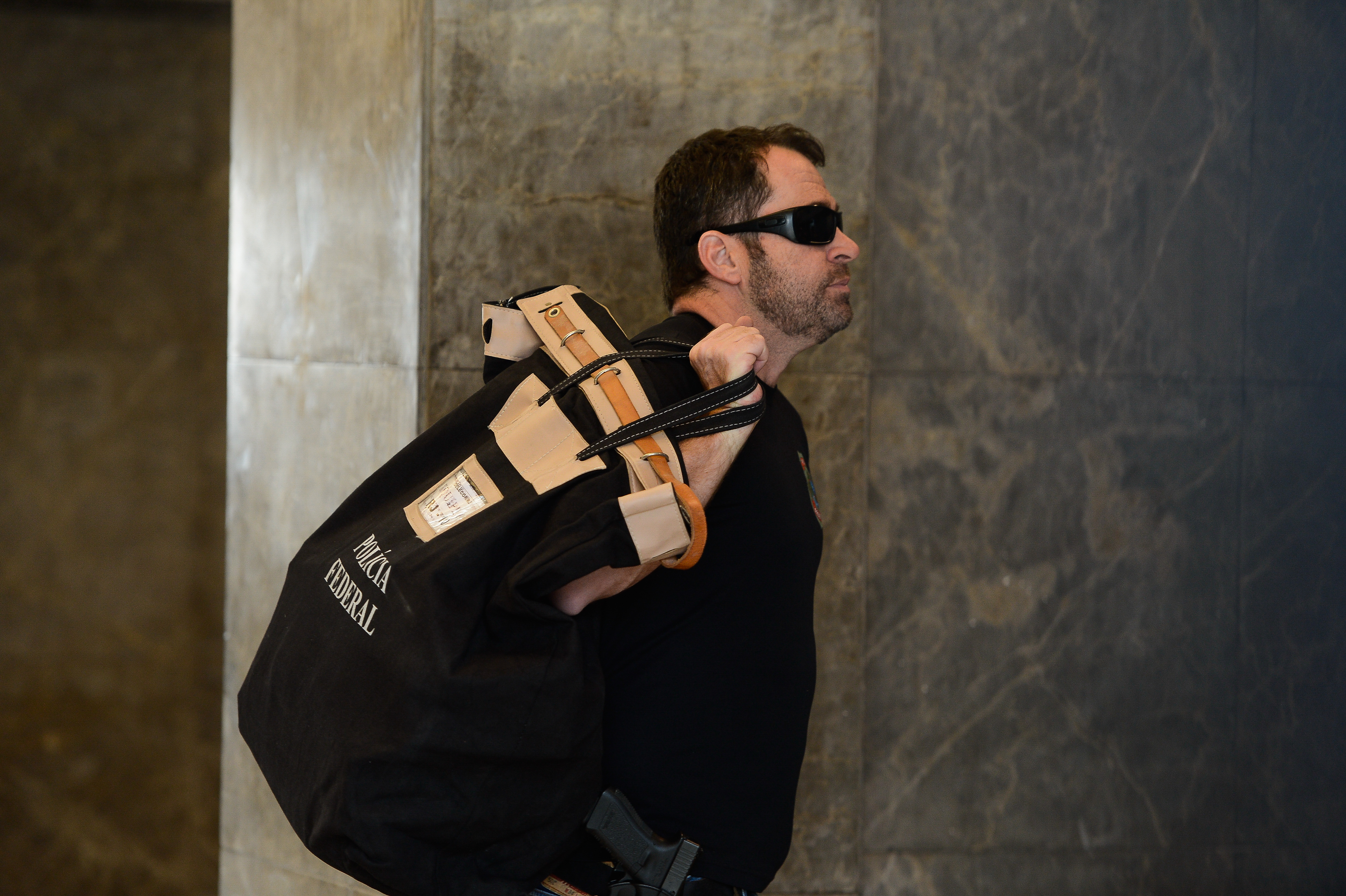
Polícia Federal chega com malotes da Operação Pripyat na sede da polícia no Rio. Foto:Tomaz Silva/Agência Brasil

Operação Pripyat foi uma operação da Polícia Federal do Brasil em conjunto com o Ministério Público Federal deflagrada em 6 de julho de 2016 no Rio de Janeiro e Porto Alegre, e tem como alvo o ex-presidente da Eletronuclear Othon Luiz Pinheiro da Silva. A operação apura os crimes de corrupção, peculato, organização criminosa e lavagem de dinheiro.
A Operação Pripyat, baseada em material de delação premiada da empreiteira Andrade Gutierrez, investiga desvios no setor elétrico e é um desdobramento da Operação Lava Jato. As decisões judiciais couberam à 7ª Vara Federal Criminal do Rio após o caso ter sido desmembrado por decisão do Supremo Tribunal Federal.
A operação é a estreia da força-tarefa da Lava Jato no Rio e apura sobretudo desvios de recursos nas obras da usina de Angra 3. Outro alvo da ação é o atual presidente da Eletronuclear, Pedro Figueiredo, afastado por ordem judicial. A Pripyat, segundo a Polícia Federal, refere-se à cidade ucraniana que se tornou uma espécie de “cidade-fantasma” após o acidente nuclear de Chernobyl. A referência vem do fato de que o alvo da ação ter sido o ex-presidente da Eletronuclear almirante Othon Luiz Pinheiro da Silva, que foi preso novamente. Os investigadores estimam que ele recebeu até 12 milhões de reais em propina. Othon já cumpria prisão domiciliar e responde a processo criminal na 7ª Vara Federal Criminal, no Rio. A nova ordem de prisão foi decretada porque a Justiça entendeu que o acusado utilizando sua influência para interferir no processo.
O ex-presidente Michel Temer foi preso dia 21 de março de 2019 em decorrência da delação premiada de José Antunes Sobrinho. Segundo a acusação, Temer havia cometido delitos de corrupção ativa e lavagem de capital sob o comando da pessoa jurídica Engevix. O acordo de colaboração premiada foi celebrado e homologado pelo Supremo Tribunal Federal (STF), cujo termo foi encaminhado para a 7ª Vara Federal Criminal  por se tratar de pagamentos solicitados por João Baptista Lima Filho (Coronel Lima), operador financeiro de Temer, no contexto do contrato com a Eletronuclear.

## Mandados judiciais
Em 6 de julho de 2016, cento e trinta policiais federais foram cumprir, no Estado no Rio de Janeiro e em Porto Alegre, seis prisões preventivas, três mandados de prisão temporária, nove de condução coercitiva e 26 mandados de busca e apreensão, todos expedidos pela 7ª Vara Federal Criminal do Rio de Janeiro.
Um dos mandados de prisão foi contra Adir Assad, do qual as investigações apontam que as empresas ligadas ao lobista receberam ao menos 168 milhões de reais da Andrade Gutierrez, cujos executivos fizeram delação premiada e admitiram o pagamento de propinas nas obras da usina de Angra 3.